# Astroma compactum
Astroma compactum är en insektsart som beskrevs av Brunner von Wattenwyl 1890. Astroma compactum ingår i släktet Astroma och familjen Proscopiidae. Inga underarter finns listade i Catalogue of Life.